# Halowe Mistrzostwa Europy w Lekkoatletyce 2023 – pięciobój kobiet
Pięciobój kobiet – jedna z konkurencji rozgrywanych podczas halowych lekkoatletycznych mistrzostw Europy w hali Ataköy Arena w Stambule.
Tytuł mistrzowski z 2021 obroniła Nafissatou Thiam, ustanawiając rekord świata.

## Terminarz
| Data    | Godzina |                           |
| ------- | ------- | ------------------------- |
| 3 marca | 09:00   | Bieg na 60 m przez płotki |
| 3 marca | 09:45   | Skok wzwyż                |
| 3 marca | 12:30   | Pchnięcie kulą            |
| 3 marca | 19:10   | Skok w dal                |
| 3 marca | 21:05   | Bieg na 800 m             |

## Rekordy
Tabela prezentuje halowy rekord świata, rekord Europy w hali, rekord halowych mistrzostw Europy, a także najlepsze osiągnięcia w hali na świecie i w Europie w sezonie 2023 przed rozpoczęciem mistrzostw.
|                                               | Zawodniczka               | Wynik     | Miejsce     | Data                |
| --------------------------------------------- | ------------------------- | --------- | ----------- | ------------------- |
| Rekord świata                                 | Natalija Dobrynska        | 5013 pkt. | Stambuł     | 9 marca 2012(dts)   |
| Rekord Europy                                 | Natalija Dobrynska        | 5013 pkt. | Stambuł     | 9 marca 2012(dts)   |
| Rekord mistrzostw Europy                      | Katarina Johnson-Thompson | 5000 pkt. | Praga       | 6 marca 2015(dts)   |
| Najlepszy wynik na świecie w 2023 roku (hala) | Anna Hall                 | 5004 pkt. | Albuquerque | 16 lutego 2023(dts) |
| Najlepszy wynik w Europie w 2023 roku (hala)  | Adrianna Sułek            | 4860 pkt. | Toruń       | 18 lutego 2023(dts) |

## Wyniki

### Bieg na 60 metrów przez płotki
| Poz | Bieg | Zawodniczka      | Państwo         | Czas        | Punkty | Uwagi |
| --- | ---- | ---------------- | --------------- | ----------- | ------ | ----- |
| 1.  | 2    | Noor Vidts       | Belgia          | 8,21 (,203) | 1082   | SB    |
| 2.  | 2    | Adrianna Sułek   | Polska          | 8,21 (,210) | 1082   | PB    |
| 3.  | 2    | Nafissatou Thiam | Belgia          | 8,23        | 1077   | =     |
| 4.  | 2    | Holly Mills      | Wielka Brytania | 8,34        | 1052   | SB    |
| 5.  | 2    | Saga Vanninen    | Finlandia       | 8,35        | 1050   |       |
| 6.  | 1    | Sofie Dokter     | Holandia        | 8,37        | 1046   |       |
| 7.  | 1    | Marijke Esselink | Holandia        | 8,39        | 1041   |       |
| 8.  | 1    | Sveva Gerevini   | Włochy          | 8,43        | 1032   |       |
| 9.  | 2    | Xénia Krizsán    | Węgry           | 8,46        | 1026   |       |
| 10. | 2    | Léonie Cambours  | Francja         | 8,52        | 1013   |       |
| 11. | 1    | Julija Łoban     | Ukraina         | 8,56        | 1004   |       |
| 12. | 1    | Kate O’Connor    | Irlandia        | 8,64        | 987    |       |
| 13. | 1    | Bianca Salming   | Szwecja         | 9,04        | 902    |       |

### Skok wzwyż
| Poz. | Zawodniczka      | Państwo         | 1,62 | 1,65 | 1,68 | 1,71 | 1,74 | 1,77 | 1,80 | 1,83 | 1,86 | 1,89 | 1,92 | 1,95 | Wynik | Punkty | Uwagi | Razem po 2/5 |
| ---- | ---------------- | --------------- | ---- | ---- | ---- | ---- | ---- | ---- | ---- | ---- | ---- | ---- | ---- | ---- | ----- | ------ | ----- | ------------ |
| 1.   | Nafissatou Thiam | Belgia          | –    | –    | –    | –    | –    | –    | o    | o    | o    | o    | xxo  | xxx  | 1,92  | 1132   | SB    | 2209         |
| 2.   | Adrianna Sułek   | Polska          | –    | –    | –    | –    | o    | o    | o    | o    | o    | xo   | xxx  |      | 1,89  | 1093   | =     | 2175         |
| 3.   | Noor Vidts       | Belgia          | –    | –    | o    | o    | o    | o    | o    | xo   | xxx  |      |      |      | 1,83  | 1016   | SB    | 2098         |
| 4.   | Sofie Dokter     | Holandia        | –    | –    | o    | o    | xo   | o    | xo   | xxo  | xxx  |      |      |      | 1,83  | 1016   |       | 2062         |
| 5.   | Holly Mills      | Wielka Brytania | –    | –    | o    | xo   | xo   | o    | xxx  |      |      |      |      |      | 1,77  | 941    | PB    | 1993         |
| 6.   | Julija Łoban     | Ukraina         | o    | o    | o    | xo   | xxo  | xo   | xxx  |      |      |      |      |      | 1,77  | 941    | SB    | 1945         |
| 7.   | Bianca Salming   | Szwecja         | –    | xo   | o    | xo   | xo   | xxo  | xxx  |      |      |      |      |      | 1,77  | 941    |       | 1843         |
| 8.   | Sveva Gerevini   | Włochy          | o    | o    | xo   | xxo  | xxo  | xxx  |      |      |      |      |      |      | 1,74  | 903    | PB    | 1935         |
| 8.   | Kate O’Connor    | Irlandia        | –    | xo   | o    | xxo  | xxo  | xxx  |      |      |      |      |      |      | 1,74  | 903    |       | 1890         |
| 10.  | Marijke Esselink | Holandia        | –    | o    | xo   | xo   | xxx  |      |      |      |      |      |      |      | 1,71  | 867    | SB    | 1908         |
| 10.  | Xénia Krizsán    | Węgry           | o    | xo   | o    | xo   | xxx  |      |      |      |      |      |      |      | 1,71  | 867    |       | 1893         |
| 12.  | Léonie Cambours  | Francja         | o    | –    | xxo  | xxo  | xxx  |      |      |      |      |      |      |      | 1,71  | 867    |       | 1880         |
| 13.  | Saga Vanninen    | Finlandia       | o    | o    | o    | xxx  |      |      |      |      |      |      |      |      | 1,68  | 830    |       | 1880         |

### Pchnięcie kulą
| Poz. | Zawodniczka      | Reprezentacja   | Próby | Próby | Próby | Wynik | Punkty | Uwagi | Razem po 3/5 |
| Poz. | Zawodniczka      | Reprezentacja   | 1     | 2     | 3     | Wynik | Punkty | Uwagi | Razem po 3/5 |
| ---- | ---------------- | --------------- | ----- | ----- | ----- | ----- | ------ | ----- | ------------ |
| 1.   | Nafissatou Thiam | Belgia          | 14,80 | 15,49 | 15,54 | 15,54 | 897    | PB    | 3106         |
| 2.   | Saga Vanninen    | Finlandia       | 14,97 | 15,20 | x     | 15,20 | 874    |       | 2754         |
| 3.   | Julija Łoban     | Ukraina         | 14,51 | 13,93 | x     | 14,51 | 828    | =     | 2773         |
| 4.   | Kate O’Connor    | Irlandia        | 14,02 | 14,37 | 14,24 | 14,37 | 819    | PB    | 2709         |
| 5.   | Noor Vidts       | Belgia          | 13,94 | 14,12 | 14,01 | 14,12 | 802    | SB    | 2900         |
| 6.   | Xénia Krizsán    | Węgry           | 13,69 | 14,06 | 13,32 | 14,06 | 798    | SB    | 2691         |
| 7.   | Adrianna Sułek   | Polska          | 13,89 | x     | 13,65 | 13,89 | 787    | PB    | 2962         |
| 8.   | Bianca Salming   | Szwecja         | 13,74 | x     | 13,58 | 13,74 | 777    |       | 2620         |
| 9.   | Marijke Esselink | Holandia        | 13,38 | 13,65 | x     | 13,65 | 771    | PB    | 2679         |
| 10.  | Sofie Dokter     | Holandia        | 12,99 | 13,47 | 13,10 | 13,47 | 759    | PB    | 2821         |
| 11.  | Holly Mills      | Wielka Brytania | 12,63 | 12,99 | x     | 12,99 | 727    |       | 2720         |
| 12.  | Sveva Gerevini   | Włochy          | 11,20 | 11,34 | 12,20 | 12,20 | 674    |       | 2609         |
| –    | Léonie Cambours  | Francja         |       |       |       | DNS   |        |       |              |

### Skok w dal
| Poz. | Zawodniczka      | Reprezentacja   | Próby | Próby | Próby | Wynik | Punkty | Uwagi | Razem po 4/5 |
| Poz. | Zawodniczka      | Reprezentacja   | 1     | 2     | 3     | Wynik | Punkty | Uwagi | Razem po 4/5 |
| ---- | ---------------- | --------------- | ----- | ----- | ----- | ----- | ------ | ----- | ------------ |
| 1.   | Adrianna Sułek   | Polska          | 6,52  | 6,37  | 6,62  | 6,62  | 1046   | PB    | 4008         |
| 2.   | Nafissatou Thiam | Belgia          | 6,36  | 6,52  | 6,59  | 6,59  | 1036   | SB    | 4142         |
| 3.   | Noor Vidts       | Belgia          | 6,23  | 6,44  | 6,55  | 6,55  | 1023   | SB    | 3923         |
| 4.   | Sveva Gerevini   | Włochy          | 6,08  | 5,87  | x     | 6,08  | 874    |       | 3483         |
| 5.   | Saga Vanninen    | Finlandia       | 5,85  | 6,07  | 5,96  | 6,07  | 871    |       | 3625         |
| 6.   | Xénia Krizsán    | Węgry           | 5,85  | 6,05  | 5,98  | 6,05  | 865    |       | 3556         |
| 7.   | Sofie Dokter     | Holandia        | x     | 6,04  | 6,00  | 6,04  | 862    |       | 3683         |
| 8.   | Kate O’Connor    | Irlandia        | 5,78  | 5,91  | 5,58  | 5,91  | 822    |       | 3531         |
| 9.   | Holly Mills      | Wielka Brytania | 5,65  | 5,71  | 5,85  | 5,85  | 804    |       | 3524         |
| 10.  | Marijke Esselink | Holandia        | 5,65  | x     | 5,82  | 5,82  | 795    | SB    | 3474         |
| 11.  | Bianca Salming   | Szwecja         | x     | 5,48  | 3,05  | 5,48  | 694    |       | 3314         |
| 12.  | Julija Łoban     | Ukraina         | 3,98  | 4,71  | 5,38  | 5,38  | 665    |       | 3438         |

### Bieg na 800 metrów
| Poz. | Zawodniczka      | Państwo         | Czas    | Punkty | Uwagi |
| ---- | ---------------- | --------------- | ------- | ------ | ----- |
| 1.   | Adrianna Sułek   | Polska          | 2:07,17 | 1006   | CB    |
| 2.   | Xénia Krizsán    | Węgry           | 2:11,87 | 937    | SB    |
| 3.   | Holly Mills      | Wielka Brytania | 2:12,58 | 927    | SB    |
| 4.   | Nafissatou Thiam | Belgia          | 2:13,60 | 913    | PB    |
| 5.   | Noor Vidts       | Belgia          | 2:14,52 | 900    | SB    |
| 6.   | Sveva Gerevini   | Włochy          | 2:15,88 | 880    |       |
| 7.   | Bianca Salming   | Szwecja         | 2:16,12 | 877    |       |
| 8.   | Marijke Esselink | Holandia        | 2:19,87 | 825    |       |
| 9.   | Kate O’Connor    | Irlandia        | 2:20,08 | 822    | PB    |
| 10.  | Sofie Dokter     | Holandia        | 2:20,53 | 816    |       |
| 11.  | Saga Vanninen    | Finlandia       | 2:20,64 | 815    | PB    |
| 12.  | Julija Łoban     | Ukraina         | 2:33,25 | 653    |       |

### Końcowa klasyfikacja
Najlepszy wynik w danej konkurencji
| Poz. | Zawodniczka      | Narodowość      | 60H  | HJ   | SP    | LJ   | 800     | Punkty | Uwagi |
| ---- | ---------------- | --------------- | ---- | ---- | ----- | ---- | ------- | ------ | ----- |
| 01 ! | Nafissatou Thiam | Belgia          | 8,23 | 1,92 | 15,54 | 6,59 | 2:13,60 | 5055   | WR    |
| 02 ! | Adrianna Sułek   | Polska          | 8,21 | 1,89 | 13,89 | 6,62 | 2:07,17 | 5014   | NR    |
| 03 ! | Noor Vidts       | Belgia          | 8,21 | 1,83 | 14,12 | 6,55 | 2:14,52 | 4823   | SB    |
| 4.   | Sofie Dokter     | Holandia        | 8,37 | 1,83 | 13,47 | 6,04 | 2:20,53 | 4499   |       |
| 5.   | Xénia Krizsán    | Węgry           | 8,46 | 1,71 | 14,06 | 6,05 | 2:11,87 | 4493   | SB    |
| 6.   | Holly Mills      | Wielka Brytania | 8,34 | 1,77 | 12,99 | 5,85 | 2:12,58 | 4451   | SB    |
| 7.   | Saga Vanninen    | Finlandia       | 8,35 | 1,68 | 15,20 | 6,07 | 2:20,64 | 4440   |       |
| 8.   | Sveva Gerevini   | Włochy          | 8,43 | 1,74 | 12,20 | 6,08 | 2:15,88 | 4363   |       |
| 9.   | Kate O’Connor    | Irlandia        | 8,64 | 1,74 | 14,37 | 5,91 | 2:20,08 | 4353   |       |
| 10.  | Marijke Esselink | Holandia        | 8,39 | 1,71 | 13,65 | 5,82 | 2:19,87 | 4299   | PB    |
| 11.  | Bianca Salming   | Szwecja         | 9,04 | 1,77 | 13,74 | 5,48 | 2:16,12 | 4191   |       |
| 12.  | Julija Łoban     | Ukraina         | 8,56 | 1,77 | 14,51 | 5,38 | 2:33,25 | 4091   |       |
| 13.  | Léonie Cambours  | Francja         | 8,52 | 1,71 | DNS   |      |         | DNF    |       |